# 48. Jahrhundert v. Chr.
Portal Geschichte | Portal Biografien | Aktuelle Ereignisse | Jahreskalender | Tagesartikel

◄ |
6. Jt. v. Chr. |
5. Jahrtausend v. Chr. | 4. Jt. v. Chr.  ►

◄ |
50. Jh. v. Chr. |
49. Jh. v. Chr. |
48. Jahrhundert v. Chr. |
47. Jh. v. Chr. |
46. Jh. v. Chr. |
►
Das 48. Jahrhundert v. Chr. begann am 1. Januar 4800 v. Chr. und endete am 31. Dezember 4701 v. Chr.

## Zeitrechnung
- 1. Januar 4713 v. Chr.: 12:00 Uhr Weltzeit (= JD 0)
  - Beginn der Zeitskala des Julianischen Datums, das vor allem für Datumsberechnungen in der Astronomie und Geodäsie benutzt wird. Teile eines Tages (Stunden, Minuten etc.) werden dabei in Nachkommastellen ausgedrückt

## Zeitalter, Epoche
- Mittleres Atlantikum (AT2 – 5050 bis 4550 v. Chr.).
- Mittelneolithikum (5000 bis 4500 v. Chr.) in Mitteleuropa.

## Entwicklungen, Erfindungen und Entdeckungen

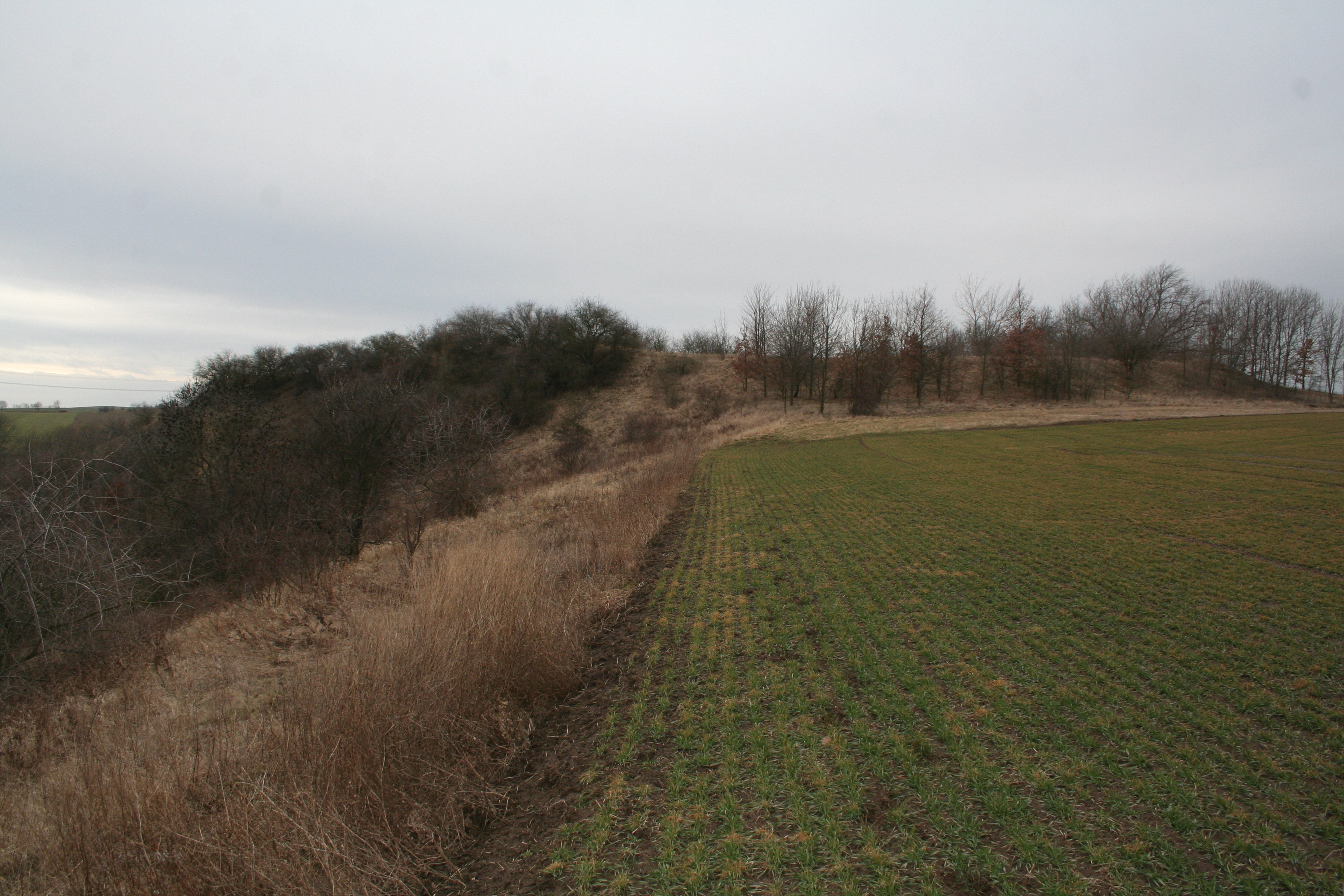
Kreisgrabenanlage Schalkenburg bei Quenstedt

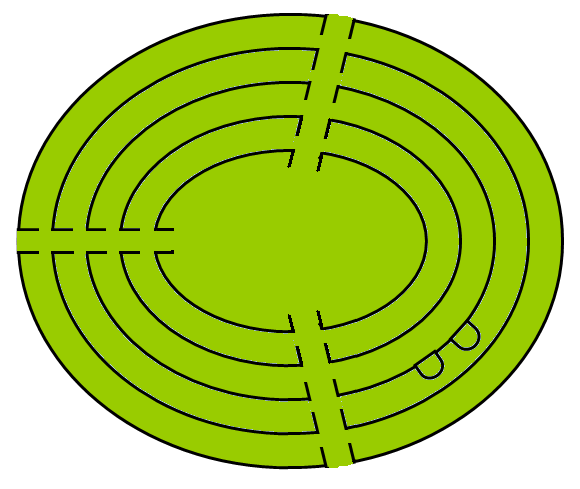
Planzeichnung der Schalkenburg

- Höhepunkt in der Errichtung der Kreisgrabenanlagen in Mitteleuropa (etwa 100 Anlagen im Zeitraum 4900 bis 4700 v. Chr.).
- 4760 v. Chr.:
  - In der Pampa del Tamarugal im Norden Chiles Siedlungsbeginn an der präkeramischen Fundstätte Aragón-1.[1][2]

## Archäologische Kulturen

### Kulturen in Nordafrika
- Tenerium (5200 bis 2500 v. Chr.) in der Ténéré-Wüste mit Fundstätte Gobero

### Kulturen in Mesopotamien und im Nahen Osten
- Halaf-Kultur (5500 bis 5000 v. Chr., auch 5200 bis 4500 v. Chr.) – späte Stufe
- Obed-Zeit (5500 bis 3500 v. Chr.) – Obed II.
- Tappe Sialk (6000 bis 2500 v. Chr.) im Iran – Sialk III
- Amuq (6000 bis 2900 v. Chr.) in der Türkei – Amuq D
- Mersin (5400 bis 2900 v. Chr.) in Anatolien – Mersin 19-17
- Eridu (ab 5300 bis ca. 1950 v. Chr.) in Mesopotamien – Eridu 19-15, Tempelbauphasen XV-XII
- Byblos im Libanon – spätes Neolithikum (5300 bis 4500 v. Chr.)
- Tappa Gaura (5000 bis 1500 v. Chr.) im Norden Mesopotamiens – Tappa Gaura 19-18
- Ninive (ab 6500 v. Chr.) im Norden Mesopotamiens – Ninive 3
- Susiana (5500 bis 4400 v. Chr.) im Iran – Susiana B
- Haggi Mohammed (5000 bis 4500 v. Chr.) in der Türkei
- Can Hasan (4900 bis 4500 v. Chr.) in der Türkei
- Khazineh (um 4800 v. Chr.) im Iran

### Kulturen in Ostasien
- China:
  - Laoguantai-Kultur (6000 bis 3000 v. Chr.), oberer Gelber Fluss
  - Chengbeixi-Kultur (5800 bis 4700 v. Chr.) in Hubei
  - Dadiwan-Kultur (5800 bis 3000 v. Chr.), oberer Gelber Fluss
  - Beixin-Kultur (5400 bis 4400 v. Chr.)
  - Qingliangang-Kultur (5400 bis 4400 v. Chr.)
  - Hemudu-Kultur (5200 bis 4500 v. Chr., jüngere Datierung 5000 bis 3300 v. Chr.), Zhejiang
  - Baiyangcun-Kultur (5000 bis 3700 v. Chr., wird auch jünger datiert: 3000 bis 1700 v. Chr.), Yunnan
  - Yangshao-Kultur (5000 bis 2000 v. Chr.), Zentral- und Nordchina
  - Einsetzen der Caiyuan-Kultur (4800 bis 3900 v. Chr.) in Nordwestchina (Ningxia) sowie der
  - Majiabang-Kultur (4750 bis 3700 v. Chr.) am unteren Jangtsekiang
  - Beginn der Hongshan-Kultur (4700 bis 2900 v. Chr.) in Nordostchina am Ende des 48. Jahrhunderts v. Chr.
- Korea:
  - Frühe Jeulmun-Zeit (6000 bis 3500 v. Chr.).
- Japan:
  - Jōmon-Zeit (10000 bis 300 v. Chr.) – Frühste Jōmon-Zeit – Jōmon II (8000 bis 4000 v. Chr.).

### Kulturen in Europa
- Nordosteuropa:
  - Grübchenkeramische Kultur (4200 bis 2000 v. Chr.) (jedoch Radiokarbondatierung: 5600 bis 2300 v. Chr.)
  - Narva-Kultur (5300 bis 1750 v. Chr.)
  - Memel-Kultur (7000 bis 3000 v. Chr.)
- Osteuropa:
  - Chwalynsk-Kultur (5200 bis 4500 v. Chr.) in Russland
  - Dnepr-Don-Kultur (5000 bis 4000 v. Chr.)
  - Kurgan-Kulturen (5000 bis 3000 v. Chr.) in Kasachstan und Osteuropa
  - Lengyel-Kultur (4900 bis 3950 v. Chr.)

- Südosteuropa:

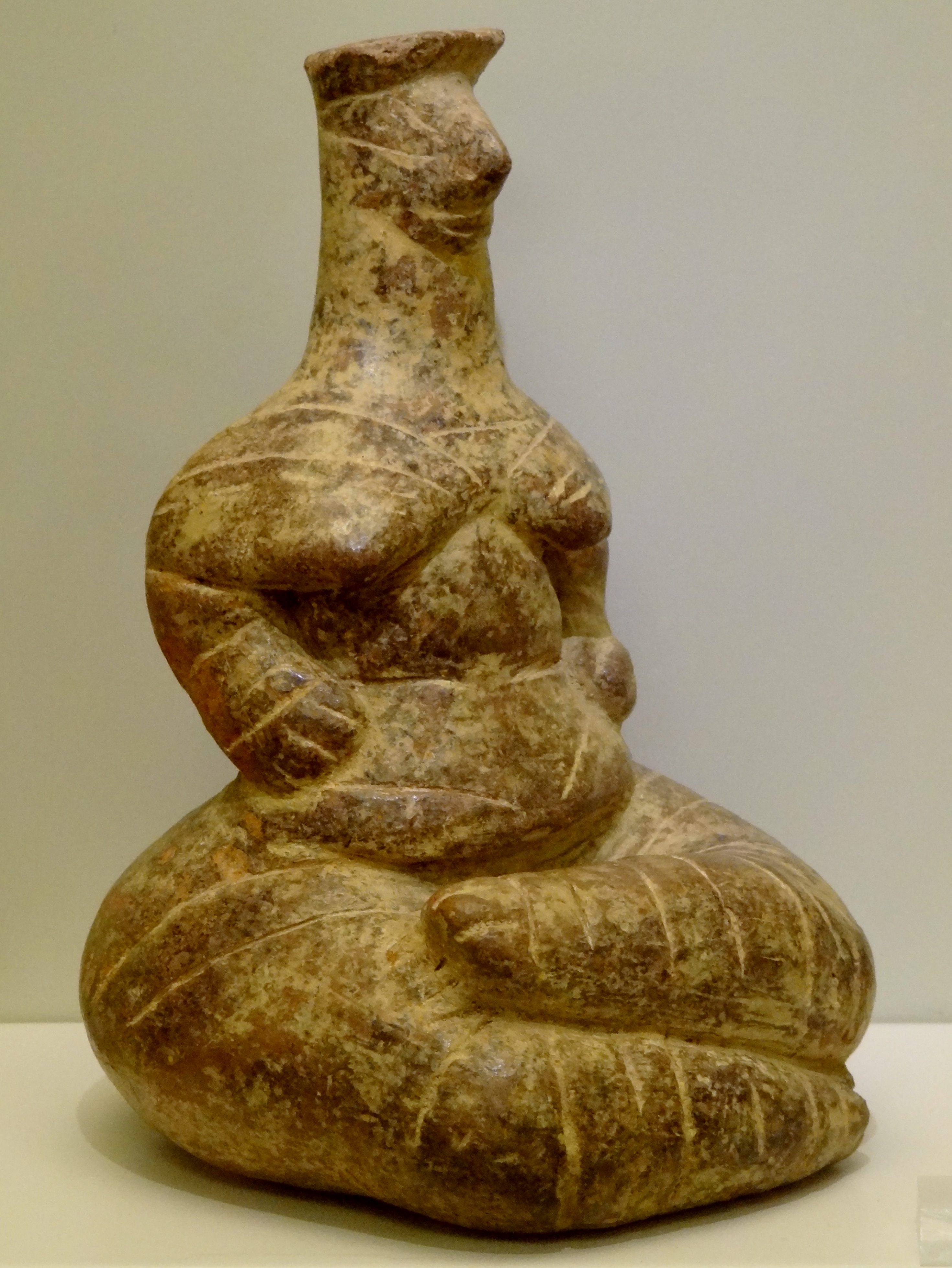
Weibliche Tonfigur aus Kato Chorio bei Ierapetra (Kreta), Altersuntergrenze 4800 v. Chr.

  - Sesklo-Kultur (6850 bis 4400 v. Chr.) im nördlichen Griechenland
  - Die Dimini-Kultur (4800 bis 4000 v. Chr.) in Thessalien setzt ein
  - Beginn der Cucuteni-Kultur (4800 bis 3200 v. Chr.) in Rumänien, Moldawien und in der Ukraine: Prä-Cucuteni I-III (4800 bis 4500 v. Chr.) bzw. Tripolje A
  - Die Gumelniţa-Kultur (4700 bis 3700 v. Chr.) etabliert sich in Rumänien und Moldawien: Phase Gumelniţa A1 (4700 bis 4350 v. Chr.) am Ende des Jahrhunderts
  - Karanowo-Kulturen im Süden Bulgariens – Karanowo V, frühe Kupferzeit (4950 bis 4500 v. Chr.)
  - Vinča-Kultur (5400 bis 4500 v. Chr.) (oder auch Donauzivilisation) in Serbien, West-Rumänien, Süden Ungarns und im östlichen Bosnien
- Mitteleuropa:
  - Bandkeramische Kultur (5600 bis 4100 v. Chr.) in Frankreich, Belgien, Deutschland, Österreich, Tschechien, Polen, Slowakei, Ungarn, Rumänien und Ukraine
  - Theiß-Kultur (5120 bis 4490 v. Chr.) in Ungarn
  - Ertebølle-Kultur (5100 bis 4100 v. Chr.) in Dänemark und in Norddeutschland
  - Swifterbant-Kultur (5000 bis 3400 v. Chr.) in den Niederlanden, Belgien und Niedersachsen (in den Niederlanden datiert sie von 5700 bis 4100 v. Chr.)
  - Die Hinkelstein-Kultur (5000 bis 4800 v. Chr.) endet zu Beginn des Jahrhunderts
  - Stichbandkeramik (4900 bis 4500 v. Chr.) in Deutschland, Tschechien und Österreich
  - Südostbayerisches Mittelneolithikum (5000 bis 4600 v. Chr.) in Bayern – SOB II, Älteres Oberlauterbach (ca. 4800 bis 4600 v. Chr.)
  - Die Großgartacher Kultur (4900 bis 4700 v. Chr.) in Südwestdeutschland verschwindet gegen Ende des Jahrhunderts
- Südeuropa:
  - Malta – Għar-Dalam-Phase (5000 bis 4500 v. Chr.)

### Kulturen in Amerika
- Nord- und Zentralamerika:
  - Archaische Periode.
  - Coxcatlán-Phase (5000–3400 v. Chr.) in Tehuacán (Mexico)
- Südamerika:
  - Chinchorro-Kultur (7020 bis 1500 v. Chr.) in Nordchile und Südperu
  - Mittlere Präkeramik (7000 bis 4000 v. Chr.) im Norden Chiles. Unterstufen Alto Barranco und Alto Aguada entlang der Pazifikküste und Rinconada im Hinterland.
  - Las-Vegas-Kultur in Ecuador (8000 bis 4600 v. Chr.).